# Línea 111 (EMT Madrid)
La línea 111 de la EMT de Madrid une el Puente de Vallecas con Entrevías.

## Características
La línea se creó el 1 de abril de 1980, para sustituir la línea periférica P-11 Puente de Vallecas - Pozo del Tío Raimundo (Entrevías) con ramal Puente de Vallecas - Entrevías (Ronda del Sur). El día anterior acabó la concesión de esa línea periférica que pasó a manos de la EMT que creó esta línea 111.
Esta línea vertebra los barrios de Entrevías y San Diego y los conecta con la estación de Puente de Vallecas de Metro de Madrid y la estación de Asamblea de Madrid-Entrevías de Cercanías Madrid.

### Frecuencias
| Lunes a viernes laborables      |               |
| De 6:00 a 7:00                  | 12-21 minutos |
| De 7:00 a 20:00                 | 10-14 minutos |
| De 20:00 a 23:00                | 12-17 minutos |
| Sábados laborables              |               |
| De 6:00 a 9:00                  | 18-25 minutos |
| De 9:00 a 22:00                 | 19 minutos    |
| De 22:00 a 23:00                | 19-25 minutos |
| Domingos y festivos             |               |
| De 9:00 a 22:00                 | 18-20 minutos |
| De 7:00 a 9:00 De 22:00 a 23:00 | 18-26 minutos |

## Recorrido y paradas

### Sentido Entrevías
La línea inicia su recorrido en las dársenas del intercambiador multimodal de Puente de Vallecas, situadas bajo la M-30, donde tienen también su cabecera las líneas 37, 56 y 58 y conecta con multitud de líneas urbanas y la línea 1 de Metro de Madrid. Desde aquí toma la Avenida de la Albufera, que abandona poco después girando a la derecha para incorporarse a la Avenida del Monte Igueldo.
Circulando por esta avenida, gira poco después a la izquierda para tomar la calle de Martínez de la Riva, que recorre hasta girar a la derecha por la calle del Puerto de la Bonaigua, que recorre entera, siguiendo de frente tras la intersección con la Avenida de San Diego por la calle Imagen, que recorre también entera. Al final de la misma cruza sobre las vías del tren y toma la calle de La Mancha.
Por la calle de La Mancha, la línea llega a la Plaza de las Regiones, donde gira a la derecha para circular por la calle Lagartera, que recorre hasta la intersección con la calle Ruidera, donde gira a la izquierda para circular por esta, bajando hasta la intersección con la calle Bohonal, por la que gira recorriéndola hasta desembocar en la Ronda Sur.
A continuación, la línea circula por la Ronda Sur hasta girar a la izquierda por la calle Hornachos, donde tiene su cabecera. 
| Código | Parada                               | Común con | Conexiones con Metro y Cercanías | Otros |
| ------ | ------------------------------------ | --------- | -------------------------------- | ----- |
| 1000   | PUENTE DE VALLECAS (dársena)         | 37 56 58  | Puente de Vallecas               |       |
| 2059   | Monte Igueldo                        | 10 24 310 |                                  |       |
| 2091   | Martínez de la Riva                  | 10 24 310 |                                  |       |
| 2184   | Martínez de la Riva-Sierra Carbonera | 24 310    |                                  |       |
| 1111   | Martínez de la Riva-Puerto Boniagua  | 103 144   |                                  |       |
| 1112   | Puerto de la Boniagua-San Diego      | 103 144   |                                  |       |
| 1113   | Imagen-Puerto de la Morcuera         | 103 144   |                                  |       |
| 1114   | Imagen-Puerto Balbarán               | 103 144   |                                  |       |
| 1098   | Entrevías Cercanías                  | 103       | Asamblea de Madrid-Entrevías     |       |
| 5437   | Plaza de las Regiones                |           |                                  |       |
| 3096   | Ruidera-Lagartera                    |           |                                  |       |
| 2930   | Ruidera-Bohonal                      | 102       |                                  |       |
| 2931   | Ronda Sur-Santa Rafaela              | 102       |                                  |       |
| 3099   | Ronda Sur-Serena                     |           |                                  |       |
| 3100   | Ronda Sur-Montánchez                 |           |                                  |       |
| 2937   | ENTREVÍAS (C/ Hornachos, 1)          | 102       |                                  |       |

### Sentido Puente de Vallecas
La línea inicia su recorrido en la calle Hornachos esquina calle Montánchez, girando a la izquierda para tomar esta última que desemboca en la Ronda Sur.
Desde aquí el recorrido de vuelta es igual al de ida hasta el final de la calle de La Mancha, cuando la línea pasa junto a la estación de Asamblea de Madrid-Entrevías y continúa de frente por la calle Vizconde de Arlessón, ya dentro del barrio de San Diego, recorriendo esta calle entera. Al final de la misma, gira a la izquierda por la Avenida de San Diego, que recorre hasta el cruce con la calle Carlos Martín Álvarez, por la que se desvía girando a la derecha. Circula a continuación por esta calle hasta la intersección con la calle Martínez de la Riva, por la que circula hasta la intersección con la calle Sierra Carbonera, a la que se incorpora girando a la derecha, y que abandona al llegar a la intersección con la calle Arroyo del Olivar girando a la izquierda.
La línea circula por la calle Arroyo del Olivar hasta llegar al final, donde gira a la derecha por la calle Puerto Alto, que recorre hasta salir al final de la misma a la Avenida de la Albufera girando a la izquierda. Por la Avenida de la Albufera llega al intercambiador del Puente de Vallecas, donde tiene su cabecera.
| Código | Parada                                    | Común con              | Conexiones con Metro y Cercanías | Otros |
| ------ | ----------------------------------------- | ---------------------- | -------------------------------- | ----- |
| 2937   | ENTREVÍAS (C/ Hornachos, 1)               | 102                    |                                  |       |
| 2938   | Ronda Sur-Montánchez                      | 102                    |                                  |       |
| 2939   | Ronda Sur-Serena                          | 102                    |                                  |       |
| 2932   | Ronda Sur-Santa Rafaela                   | 102                    |                                  |       |
| 2940   | Ruidera-Bohonal                           | 102                    |                                  |       |
| 3097   | Ruidera-Lagartera                         |                        |                                  |       |
| 1096   | Plaza de las Regiones                     | 24 103                 |                                  |       |
| 1097   | Entrevías Cercanías                       | 103                    | Asamblea de Madrid-Entrevías     |       |
| 1099   | Vizconde Arlesson-Puerto Balbarán         | 103 144                |                                  |       |
| 1100   | Puerto de la Morcuera                     | 103 144                |                                  |       |
| 1101   | Carlos Martín Álvarez-San Diego           | 103                    |                                  |       |
| 1102   | Carlos Martín Álvarez-Martínez de la Riva | 103                    |                                  |       |
| 2094   | Martínez de la Riva-Sierra Carbonera      | 310                    |                                  |       |
| 2061   | Martínez de la Riva                       | 10 24 310              |                                  |       |
| 1002   | Junta Municipal Puente de Vallecas        | 10 24 54 57 58 136 310 |                                  |       |
| 3576   | Puente de Vallecas                        | 58                     | Puente de Vallecas               |       |
| 1000   | PUENTE DE VALLECAS (dársena)              | 37 56 58               | Puente de Vallecas               |       |